# Kaposi Mór
Kaposi Móric (Moritz Kohn, Moritz Kaposi) (Kaposvár, 1837. október 23. – Bécs, 1902. március 6.) magyar orvos, bőrgyógyász, egyetemi tanár, a Kaposi-szarkóma első leírója.

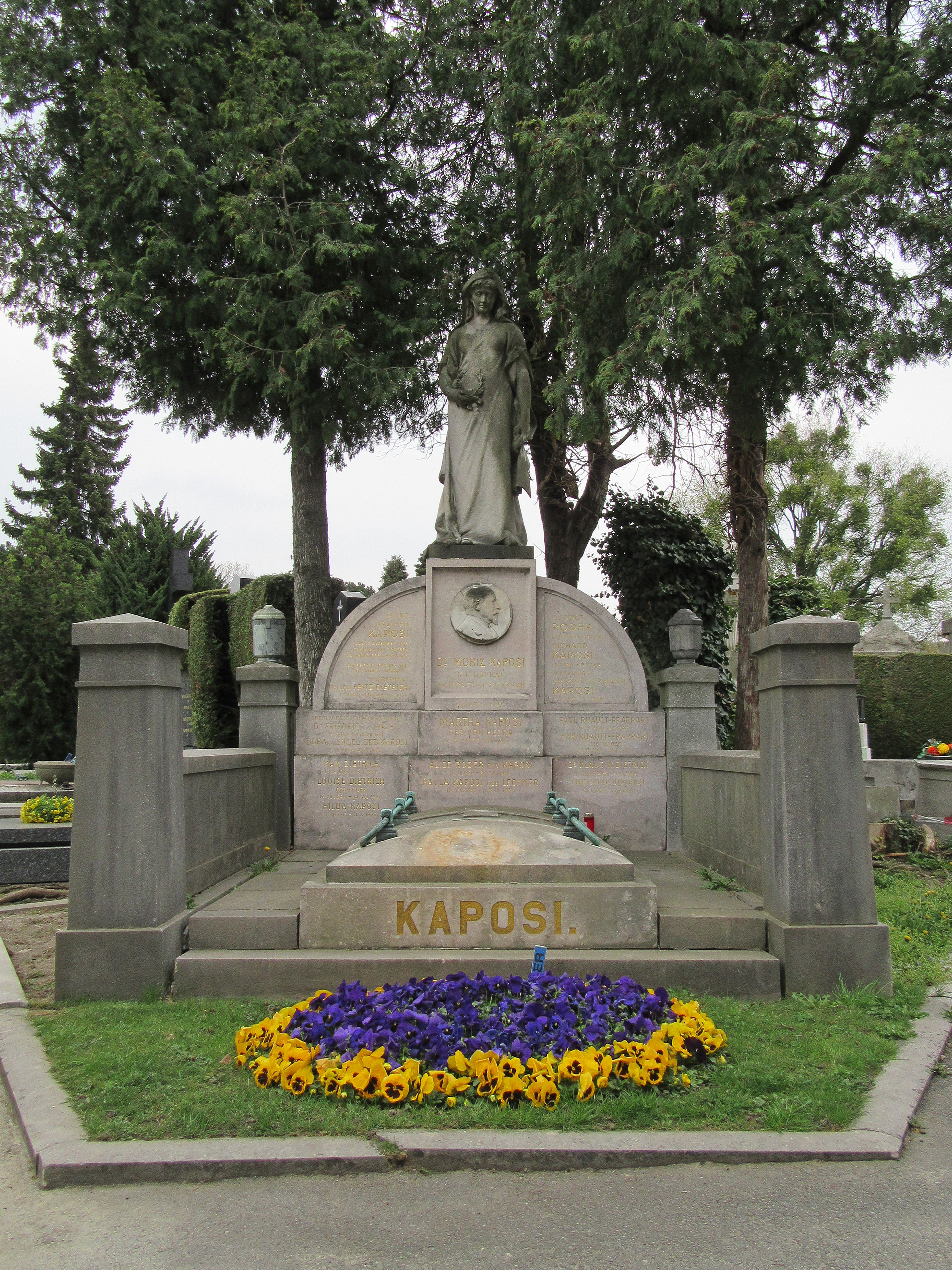
Családi síremléke a bécsi Döblingi temetőben

## Élete
Szegény, de művelt zsidó családban született, édesapja a zsidó hitközség alkalmazottja volt. Tanulmányait a kaposvári izraelita elemi iskolában kezdte, azt követően az 1812 óta működő Somssich Gimnáziumba járt, majd a család Pozsonyba költözése után ott érettségizett. 1856-ban kezdte meg orvosi tanulmányait a bécsi egyetemen, ahol 1861. december 13-án orvosdoktorrá avatták. 1862. április 14-én sebészi, 1866. július 12-én pedig nőgyógyászati képesítést is szerzett.
1866-ban a fiatal tehetségre felfigyelt Ferdinand von Hebra, a bécsi bőrgyógyászati klinika tanára, aki maga mellé vette asszisztensnek. Hebra és munkatársainak gazdag beteganyag állt rendelkezésére, így számos bőrbántalom kórbonctani alapjait tárták fel, ismertették kórlefolyásukat, gyógyításukat és a bőrgyógyászat területén a kórformák új osztályozását vezették be.
Házasságkötése előtt nem sokkal megváltoztatta nevét és áttért a római katolikus vallásra. Családneve megváltoztatásával a szülővárosát tisztelte meg. 1869. február 6-án feleségül vette főnöke lányát, Martha Hebrát. Házasságukból öt gyermek született, három fiú és két leány.

### Az ifjú orvos
Kaposi fejlődésére és orvosi szemléletére döntően hatott a nála három évvel idősebb, szintén magyar származású Salomon Stricker, a bécsi egyetemen az általános és kísérleti kórtan tanára. 1864-ben ő vette elsőnek észre, hogy a fehérvérsejtek áthatolnak a lobos gyűjtőér falán és ő figyelte meg először a kötőszöveti sejtek fehérvérsejtekké történő átalakulását.
1866-ban a bécsi egyetem ifjú docense a bőr- és nemikórtant (akkoriban: bőr- és bujakórtan) adta elő és a szifilisz nemi betegséggel foglalkozó tudományág (szifilológia) magántanára lett. Bár munkássága rendkívül széles területet ölelt fel, egész életében hű maradt a szifilisz kutatásához. 1875-ben rendkívüli tanár lett.

### A bécsi bőrklinika élén
Von Hebra 1880. augusztus 5-én bekövetkezett halála után Kaposi Mór vette át a bőrgyógyászati klinika vezetését. Működése előrelépést jelentett a bőrgyógyászat szinte minden ágában. Leghíresebb, klasszikussá vált munkájában (Pathologie und Therapie der Hautkrankheiten in Vorlesungen für praktische Ärzte und Studierend, Bécs, 1880) modern alapokra helyezte a dermatológiát, mintegy kiteljesítve mestere, Hebra tanításait. A könyv manapság is meghatározó jelentőséggel bír a bőrgyógyászatban. Utolsó, ötödik kiadására 1899-ben került sor, számos nyelvre, így angolra, oroszra és franciára is lefordították. Másik nagy műve a bőr- és a vele szomszédos nyálkahártyák szifiliszét tárgyalja, melyben a venereás fekélyek egységessége mellett foglalt állást. Mondanivalója – bár kritikával is illették – érvényben volt a XIX. század végéig. 1898-ban megjelent háromkötetes Dermatológiai atlasza ugyancsak nagy népszerűségre tett szert szakmai körökben.
A bécsi iskola fénykorában a tudományos kutatást fontos makro- és mikroszkópos megfigyelésekre, a felfedezések szabatos leírására és értelmezésére, mint szilárd morfológiai pillérekre alapozták. Kaposit jó megfigyelőképessége, emlékezőtehetsége, precizitása több kórkép első leírójává tette.
Franciaországban Kaposi Mórt nemcsak az általa leírt kórképek nyomán ismerik. Művének, a „Traité des Maladies de la Peau”-nak francia nyelvre való fordítása igen nagy visszhangot váltott ki, és több kiadást is megélt. Fordítói, Besnier és Doyon professzorok az előszavukban kiemelték a bécsi bőrgyógyász iskola jelentőségét, a Kaposi professzor által követett elvek és általa alkalmazott módszerek jelentőségét. Számos megjegyzést is fűztek ezekhez, így lett ez a szakkönyv a párizsi és a bécsi iskolák közti vitaanyag is a mű francia olvasói számára. Kaposi Mór a pesti kollégáival is rendszeresen kapcsolatot tartott. Közleményei jelentek meg az Orvosi Hetilapban, részt vett pesti tudományos rendezvényeken. A korszak legtöbb magyar bőrgyógyásza a barátja vagy tanítványa volt. Érdemeit és eredményeit itthon még életében elismerték és nyilvántartották: levelező tagja volt a Budapesti Királyi Orvosegyesületnek.

### Új nézetek
Klinikai feladatát abban látta, hogy először az élő organizmust kell megismerni megfigyelés útján, és csak azután jöhet a teória, a magyarázat a kóros folyamatokkal kapcsolatban. A különböző kórformákat közös alapokra helyezte, igyekezett az egyes betegségeket közös vonásaik alapján összekapcsolni. Például a variola (feketehimlő) és varicella (bárányhimlő) azonosságáról vallott elve szakmai körökben nagy feltűnést keltett és hasonló méretű ellenkezést váltott ki.
Kaposi az új tanoktól nem zárkózott el, de eleinte mindig szkeptikus magatartást tanúsított; az új eljárásokat előbb sorra kipróbálta és csak azután nyilvánított véleményt. Például a lupus (bőrfarkas) tuberkulotikus eredetét tagadta, és ezzel sajnos vissza is vetette Bécsben a lupuskutatást.
Kaposi a terápia terén is egyéni nézeteket vallott.

| „            | Én az összes bőrbetegséget hajlandó vagyok öt szerrel gyógyítani, az eredmény mindössze az orvoslás mikéntjétől függ. | ” |
| – Kaposi Mór | |   |

1900. október 23-án, születésnapján ünnepelték 25 éves tanári jubileumát. Ezen Kaposi beszédet mondott, melyben hitet tett a tényeken alapuló orvostudomány objektív iránya mellett. Az ünneplést követő napon agyvérzést kapott, majd egy év múlva végleg ágyba került. Újabb agyi rohamot követően, 1902. március 6-án meghalt.
Tanítványa és tanszéki utóda, Gustav Riehl 1902-ben tartotta székfoglaló beszédét. Ebben úgy emlékezett meg Kaposiról mint akinek sikerült a Hebra által lefektetett anatómiai-kórbonctani alapelvekkel bíró dermatológiai irányzatot továbbfejleszteni, ezzel a modern bőrgyógyászat alapjait megvetni, mellyel mindketten a bécsi iskola dicsőségére váltak. Kaposi folyékonyan beszélt magyarul, németül, franciául és angolul. Csak csodálhatjuk életpályáját, kiváló nyelvismeretét, családszeretetét. Ugyanakkor kollégái, kongresszusi vitapartnerei megismerhették maróan gúnyos ékesszólását, éles kritikáit és a késői években jelentkező hajlíthatatlan önfejűségét. Ezzel együtt Kaposi Mór érdemei, a bőrgyógyászat terén nyújtott kiemelkedő tevékenysége mind a mai napig méltán vált ki elismerést világszerte.

## Számos kórkép első leírója
Pályája során nagy irodalmi munkásságot fejtett ki, 156 tanulmányt írt. Vizsgálta a diabéteszes bőrelváltozásokat, a mycosis fungoides nevű bőrbetegséget és az ún. aleppói fekélyt.
| Elsőként általa leírt kórképek | Év   |
| ------------------------------ | ---- |
| Lichen scrophulosum            | 1868 |
| Xeroderma pigmentosum          | 1870 |
| Rhinoscleroma                  | 1870 |
| Lupus erythematosus            | 1872 |
| Kaposi-szarkóma                | 1872 |
| Lichen ruber monoliformis      | 1886 |
| Impetigo herpetiformis         | 1887 |

## Kaposi-szarkóma
Kaposi Mór neve 1872-ben íródott be az orvostudomány történetébe, amikor elsőként írta le az ismeretlen eredetű multiplex pigmentált szarkóma (idiopathic multiple pigmented sarcoma of the skin) nevű kórképet, melyet később róla neveztek el Kaposi-szarkómának.

## Tudományos munkái

### Közleményei és monográfiái
- Syphilis der Schleimhaut der Mund-, Rachen-, Nasen- uud Kehlkopfhöhle (Habilitations-Monographie). 8°. 161 Seiten. Erlangen 1866, Ferd. Enke.
- Lehrbuch der Hautkrankheiten. Von FERD. HEBRA und M. KAPOSI,- 2 Bd. und 1 Bd., 2. Auflage. Erlangen und Stuttgart 1870-1872-1876, Ferd. Enke.
- Die Syphilis der Haut und der angrenzenden Schleimhäute- 4° mit 76 chromolithographischen Tafeln. Wien 1872, W. Braumüller.
- Pathologie und Therapie der Syphilis. 1. H. 1881, 2. H. 1891. Stuttgart. Ferd. Enke.
- Pathologie und Therapie der Hautkrankheiten und Vorlesungen. 1. Auflage 1880, 5. Auflage 1899. Wien, Urban & Schwarzenberg. (Ins Französische, Englische und Russische übersetzt.)
- Atlas der Hautkrankheiten. 1.Th. (A-H) 1898, 2. Th. (I – M) 1899. Mit 242 chromolithographischen Tafeln. 3. Th. (N-Z) unter der Presse. Wien, W. Braumüller.

### Cikkei
- Vorträge u. A. (Chronologisch.) Ueber den gegenwärtigen Stand der Dermatologie in England. Med.-Halle. Wien 1867.
- Über das gleichzeitige Auftreten zweier acuter Exantheme "Wr. med.Wochenschrift", 1867, Nr.41-43.
- Über Lichen scrophulosum. Mit 1 Tafel. Sitztungsber. der Kais. Akad. d. Wissensch., LVIII. Bd., 2. Abth., October-Heft, 1868.
- Zum Wesen und zur Therapie des Lupus erythematosus. Arch. f. Derm. u. Syph, pag. 18 -41. 1869.
- Über die sogenannte Framboesia und mehrere andere Arten von papillären Neubildungen der Haut. Mit 1 Tafel. Ibid , pag. 382-423 H. , 1869.
- Über den innerlichen Gebrauch der Carbolsäure gegen Hautkrankheiten und Syphilis. Ibid., pag. 220-236, 1869.
- Über eine bei den Negern vorkommende Geschwulst (Keloid). "Wr. med. Wochenschrift", 1869, Nr.l.
- Über ein eigenthümliches Neugebilde an der Nase – Rhinosclerom, nebst histologischem Befunde.Von FERD. HEBRA und M. KAPOSI. "Wr. med. Wochenschrift", 1870.
- Die klinischen und histologischen Charaktere, der Syphilide. "Wr.med. Wochenschrift", 1870, Nr. 55, 56, 57.
- Über Impetigo faciei contagiosa und einen bei derselben vorgefundenen Pilz. Vortrag in der Gesellschaft der Aerzte. Wr. Med. Presse", 1871.
- Zur-Aetiologie des Erythema multiforme und Herpes Iris, sowie zur Frage über die Identität der die Mykosen bedingenden Pilze. Vortrag in der k. k. Gesellschaft der Aerzte. Arch. f. Dermat. u. Syph., 1871, 382-396.
- Über das Keloid. Klinisch-histol. Arbeit. Wr. med. Wochenschrift", 1871, Nr. 24, 25, 26,
- Xanthoma (Vitiligoidea). Vortrag, gehalten in der k. k. Gesellschaft der Aerzte. Wr. med. Wochenschrift", 1872, Nr. 8 u.9.
- Der Tätowirte von Birmah. Wr. med. Wochenschr.", 1872, Nr. 2.
- Neue Beiträge zur Kenntnis des Lupus erythematosus. Klin.-histol. Studie mit 1 Tafel. Arch. f. Dermat. u. Syph-, 1872, pag. 36-78.
- Idiopathisches multiples Pigmentsarkom der Haut. Arch.f.Dermat. u. Syph., 1872, pag. 266-273.
- Über Variola haemorrhagica und Hämorrhagien bei Variola. "Wr. allg. med. Zeitung" , 1872, Nr. 49.
- Über die Variola-Varicella-Frage (Vortrag im ärztl. Verein). Arch. f. Derm. u. Syph., 1873, pag. 256 -278.
- Referat Rede in der Impfdebatte des III. Internat. med. Congresses, Tagbl. des Congresses Nr. 6, Wien 1872.
- Referat über BILLROTH'S Coccobacteria septica. "Wr. med. Wochenschr.", 1873, Nr. 16, 17, 18.
- Über den gegenwärtigen Stand der Lehre von der ätiologischen Beziehung kleinster Organismen (Micrococcus) zu den im Allgemeinen sogenannten Infectionskrankheiten (Vortrag, gehalten im ärztlichen Vereine 22. April 1874). Arch. f. Dermat. u. Syph., 1874, 1. Heft.
- Eine eigenthümliche Form von Zoster. "Wr. med. Wschr."1874 Nr. 25 u. 26.
- Zoster recidivus. 1 Bild, ibidem, 1874, Nr. 38.
- Zoster recidivus (3. Ausbruch), ibid., 1875, Nr. 27; (4. Ausbruch) ibid., 1875, Nr. 33.
- Zoster recidivus (5. Ausbruch). Vortr. in der k. k. Gesellsch. d. Aerzte 5. November 1875 ) "Wr. med. Wochenschr.", 1876, Nr. 1 u. 2.
- Zur Aetio1ogie des Zoster (Vortrag, geh. in der k. k. Gesellsch. d. Aerzte, 15. Oct. 1875). "Wr.med. Jahrb.", 1876, 1. Heft mit 1 Tafel.
- Über den gegenwärtigen Stand der Lehre von den pflanzlichen Parasiten der menschlichen Haut (Vortrag, geh. in d. k. k. Gesellsch. d. Aerzte, 7. April 1876). "Wr. med. Jahrb.", 1876, IV. Heft, pag. I-XXVI.
- Über Hautgeschwüre. "Wr Klinik ", 1876.
- Neurosen der Haut. "Arch.f.Dermat. u. Syph.)",1876, 3. Heft.
- Zoster recidivus (7., 8. u. 9. Eruption) mit Epikrise. Wr. med. Wochenschr.", 1877, Nr. 25 u. 26.
- Über das sogenannte Molluscum contagiosum. Arch.f.Dermat.u.Syph. 1877, 3.Heft.
- Zur Pathologie und Therapie einzelner Hautkrankheiten: I. Lichen ruber acuminatus und Lichen ruber planus (Vortrag in der k. k. Gesellsch. d. Aerzte vom 7. October 1876). "Wr.med. Wochenschr.", Nr. 35, 1877. II. Symptome und Behandlung der Psoriasis universalis. "Wr. med. Wochenschr., 1877, Nr. 44 und 45. III. Ueber den sogenannten Lupus syphiliticus (Vortrag in der k. k. Gesellsch. d. Aerzte vom 14. Decernber 1877)."Wr. med, Wocherschr.", 1877, Nr. 50 u. 51.
- Vaselin und Ung, Vaselini plumbicum. "Wr. med. Wochenschr.", 1878, Nr. 17.
- Über Erythema vesiculosum et bullosum, Herpes iris et circinatus. Offenes Sendschreiben an Herrn Hofr. Prof. GERHARDT in Würzburg. "Wr. med.Wochenschr.", 1878, Nr. 40.
- Goa – Pulver, Chrysophansäure, recte Chrysarobin, Pyrogallussäure. Wr. med. Wochenschr.", 1878, Nr. 44 u. 45.
- Lupus Carcinom. Arch. f. Derm. u. Syph.", 1879, 1.H. mit 1.T.
- Über 3 Fälle von Zoster gangraenosus et recidivdus ( Vortr. in d. k. k. Ges. d. Aerzte 21. Februar 1879). "Wr. med.Wochenschr. ", 1879, Nr. 9.
- Reizung und Syphilis. "Arch. f. Dermat. u. Syph.', 1879, pag. 279 -283.
- Über ein neues Hei1mittel und Naphtol gegen Hautkrankheiten. "Wr.med. Wochenschr.",1880, Nr. 22, 23, 24.
- Rede zum Gedächtnis an FERD. HEBRA anlässlich derVorlesungseröffnung am 19. October 1881. "Wr. med. Wochenschr.",1881, Nr. 43.
- Indicationen und Methoden zur Behandlung der Hautkrankheiten mittelst Naphtol. "Wr. med. Wochenschr.",1882, Nr. 30 u. 31.
- Über Xeroderma pigmentosum mihi."Wr. med. Jahrb.", 1882, pag. 619-633, mit 5Tafeln.
- Über Elephantiasis Arabum und Lymphorrhoea scroti (l. Vortrag in der k. k. Gesellsch. der Aerzte 18. Mai 1883). "Wr. med. Wochenschr.", 1883, Nr. 21.
- Über besondere Formen von Hauterkrankungen bei Diabetikern, Dermatosis diabetica. Wr.med. Jahrbücher", 1884, pag. 1, mit Tafel 1-4.
- Über Striae atrophicae cutis. Anzeiger d. k. k. Gesellsch. d. Aerzte- vom 14. November 1884.
- Über Bouton d'Alepp, ibid. 1885,
- Über eine neue Form von Hautkrankheit, Lymphodermia perniciosa. "Wr. med. Jahrbücher", 1885,1. Heft, Tafel XI, XII, XIII
- Naevus verrucosus universalis (Vortrag in der k. k. Ges. d. Aerzte am 29. Mai 1885). Wr, med. Wochenschr.,"1885, Nr. 24 u 25.
- Über perniciöse Dermatosen. Anzeiger der k. k. Gesellsch. d. Aerzte vom 29. Mai 1885-
- Variolisatio fortuita. Anzeiger der k. k. Ges. d. Aerzte vom 5. Juni 1885.
- Xeroderma pigmentosum (Vortrag in der k. k. Gesellsch. d. Aerzte, 23. October 1885). "Wr. med. Wochenschr.", 1885, Nr. 44.
- Über idiopathisches, multiples Pigmentsarkom, ibid, 1885.
- Glossodynia exfoliativa. "Wr. med. Presse", 1885.
- Über Lepra (Vortrag in der k. k. Gesellsch. d. Aerzte, 20. November 1885). "Wr. med. Wochenschr., 1885, Nr. 47, 48, 49.
- Zur Bekämpfung der Blattern. "Wr. med. Wochenschr.", 1884, 1885.
- Xeroderma pigmentosum mihi., Anzeiger d. k.k. Ges. d. Aerzte" vom 26. Februar 1886.
- Referat über Therapie der Syphilis auf dem V. intern. med. Congrss in Wiesbaden am 16. April 1886. Verh. d. Congr., Bergmann, Wiesbaden.
- Über Urticaria pigmentosa (Vortrag in der k. k. Ges. d. Aerzte, 4. Juni 1886). ,Wr. med. Wochenschr.", 1886, Nr. 25.
- Korallenschnurartiger Lichen ruber- Lichen ruber moniliformis. Arch. f. Dermat. u. Syph., 1886, mit 4 Taf.
- Discussionen in der k. k. Ges. d. Aerzte von 1886 über Pemphigus foliaceus vegetans pag. 13, Xeroderma pigmentosam pag. 57, Lupus und Tuberculose pag. 82, Geschwüre nach Circumcision pag. 124.
- Drei Fälle von Lepra. "Anzeiger der k. k. Gesellsch. d. Aerzte" vom 25. Februar 1887.
- Über Mycosis fungoides und deren Beziehung zu anderen ähnlichen Erkrankungsformen (Vortrag in der k. k. Ges. d. Aerzte, 1. April 1887). "Wr. med. Wochenschr.", 1887, Nr. 19, 20, 21, 22.
- Impetigo herpetiformis. "Arch. f. Dermat. u. Syph.", 1887, pag. 273-296, Taf. VI, VII, VIII, IX, X.
- Über Erysipel, Referat für das allgemeine Krankenhaus. "Wr. med. Wochenschr.", 1887, Nr. 30, 31, 32, 33, 34, 35.
- Erythroph1aeïn, das neue Anästheticum. "Wr. med. Wochenschr.", 1888, Nr. 9. –
- Über Mycosis fungoides. "Wr. wed. Wochenschr.", 1888, Nr. 19.
- Über Xeroderma pigmentosum. " Wr. klin. Wochenschr.", 1888, Nr. 5 u. 6.
- Über acute Entwickelung von Lepra bei gleichzeitig bestehender Lues.
- Über atypischen Zoster gangraenosus – Zoster gangraenosus hystericus (Vortr. in d. k. k. Ges. d. Aerzte, 15. Februar 1889). "Wr. klin.Wochenschr.",1889, Nr.10.
- Bemerkungen über die jüngste Zosterepidemie und zur Aetiologie des Zoster. "Wr. med. Wochenschr.", 1889, Nr. 25 u. 26 u. Vortrag auf d. I. Congress der deutschen dermatologischen Gesellschaft in Prag, 9. Juni 1889
- Über die Frage des Lichen. Arch. f. Dermat. u. Syph., 1889, pag. 743, u. I. Internat. Congress f. Dermat. u. Syph., 1889, 5. August; Congressbericht Paris 1889/90, Franz., Masson, Paris, u. Arch. f. Dermat. u. Syph., deutsch.
- Zur Frage des Pemphigus. V. Congress für interne Medicin, Wien 1890 (Congressbericht).
- Über Aetzung der breiten Condylome mittelst Solutio P1enckii. "Wr. klin. Wochenschr.", 1890, Nr. 19.
- Über Sk1erodermie (Sitzungsber. d. Gesellscb. d. Aerzte vom 25. April 1890). "Wr. klin. Wochenschr.", Nr. 19.
- Pemphigus neuriticus hystericus, ibid. 1890, Nr. 22.
- Gesundheitliche und sittliche Gefahren der Prostitution für die Bevölkerung. (Refer. in d. hygien. Sect. d. X. Intern. med. Congresses in Berlin 1890.) "Wr. med. Blätter", 1891. Nr. 16 u. Congressbericht.
- Über Pathogenese der Pigmentirungen und Entfärbungen der Haut (Ref. auf d. X. Intern. med. Congress in Berlin 1900). Arch. f. Derm. u. Syph., 1891 u. Congressbericht.
- Über Behand1ung von Lupus, Lepra und anderen Hautkrankheiten mittelst Koch'scher Lymphe. Wien 1891, Hölder.
- Gedenkrede anf FERD. HEBRA anlässlich der Enthüllung seiner Denkbüste in den Arkaden der Universität, 14. Juni 1891. "Wr. klin. Wochenschr.", 1891, Nr. 25.
- Über dreierlei Typen von Sarcomatosis cutis (Vortrag in d. k. k. Ges. d. Aerzte, 3. Februar 1893). Klin. Wochenschr.", 1893, Nr. 6.
- Über' einige ungewöhnliche Formen von Acne (folliculitis). "Arch. f, Derm. -u. Syph.", 1894, pag. 87, 26. Bd., Tafel VII-X.
- Über die Beziehung von Hautkrankheiten und Erkrankungen innerer Organe und Systeme (Vortrag im Wr. med. Club 21. Februar 1894). "Wiener med. Blätter", 1894, Nr. 9.
- Über die modernen Systematisirungsversuche in der Dermatologie Vortrag, gehalten auf dem V. Congress der deutschen dermatologischen Gesellschaft, Breslau 1894).
- Noch einmal Lichen ruber acuminatus und Lichen ruber planus. "Arch. f. Dermat. u. Syph.", 1895, Bd. XXXI, Taf. 1-IV, Vortrag in der 66.Versammlung der deutschen Naturforscher und Aerzte in Wien 1894.
- Über den gegenwärtigen Stand der Lehre vom Pemphigus (Vortrag, gehalten auf dem deutschen Dermatologen-Congress zu Graz, 23. September 1895). Congressber. 1895.
- Mycosis fungoides und Sarcomatosis cutis, aus Pemphigus sich entwickelnd (Vortrag in der k. k. Ges. d. Aerzte, 22. November 1895). "Wr. klin. Wochenschr.", 1895, Nr. 48.
- Molluscum contagiosum giganteum (Vortrag in der k. k. Ges. d. Aerzte, 8. Mai 1896). "Wr. klin.Wochenschr.",1896, Nr. 26.
- Vortrag in der k. k. Ges. d. Aerzte in Wien, 16. October 1896: 1 Fall von Lepra tuberosa et maculosa. 2 Fälle von Rhinosklerom. 1 Fall von Oedema elephantiasis faciei. "Wr. klin.Wochenschr.", 22. October 1896.
- Über einen ungewöhnlichen Fall von Verbrennung (Vortrag in der k. k. Ges. d. Aerzte, 1896).
- Xeroderma pigmentosum. Twentieth Century Practise of Medicine, V. Bd., W. Wood & Co., 1896.
- Über Roentgen-Strahlenwirkung. Theoretische Erörterung in der Sitzung d. k. k. Ges.d. Aerzte vom 5. Januar 1897. " Wr. klin. Wochenschr.", 21. Januar 1897.
- Über einen Fall von Lepra tuberosa maculosa acuta (Vortr. in der k. k. Ges.d. Aerzte vom 5. März 1897). "Wr. klin. Wochenschr.", 1897.
- Über einen Fall von Xeroderma pigmentosum mit auf den Knochen dringendem Carcinom (Sitzung der k. k. Ges. d. Aerzte, 29.October 1897).,Wr. klin. Wochensehr.", 4. November 1897.
- Ein Fall von Lepra tuberosa et anaesthetiea mit begonnener Serotherapie. Cerrasquilla, ibid. 4. November 1897.
- Zur Frage der Contagiosität und Prophylaxis der Lepra (Vortrag in der k. k. Ges. d. Aerzte, 5. November 1897). "Wr. klin. Wochenschr.", 1897, Nr. 45.
- Vorstellung eines Falles von Tumores leukaemici gigantei des Gesichtes (Ges. d. Aerzte, 17. De-cember 1897). "Wr. klin. Wschr.", 23. December 1897.
- Hyponomoderma KAPOSI. (Creeping eruption) des Autors (Vorstellung in der k. k.Ges. d. Aerzte, 15. April 1898). "Wr. klin. Wochenschr.", 1898, Nr. 16
- Über Jodexanthem (vegetans, febrilis). Sitzung der k. k. Ges. d. Aerzte, 22. April 1898. " Wr. klin. Wochenschr.", 1898, Nr. 17.
- Über Miliartuberculose der Haut und der angrenzenden Schleimhäute – Tuberculosis miliaris s. propria cutis et mucosae. Taf. XIX-XXIII.Arch. f. Derm. u. Syph., 1899, Bd. 43.
- Über Hyperidrosis spinalis superior (Vortrag in der k. k. Ges. d Aerzte, 3. März 1899)."Wr. klin. Wochenschr.", 1899, Nr. 10; als ausführlicher Artikel mit 2 Taf."Arch. f. Derm. u. Syph.", 1899.
- Referat f. d. intern. Conferenz über die Prostitutionsfrage. Brüssel, 4.-8. September 1899, Congressbericht, VI. Frage.
- Pathologie und Therapie der Hautkrankheiten in Vorlesungen. Wien, Urban & Schwarzenberg. V. Aufl., 1898 bis1899.
- Atlas der Hautkrankheiten. 1. Abtheilung A-H, Taf. 1-114, 2. Abtheilung J-M, Taf. 115-242, Wien 1899, Braumüller.
- Demonstration zweier Fälle von Xeroderma pigmentosum excessivster Intensität (Vortrag, geh. in der Sitzung der k. k. Ges. d. Aerzte am 27. October 1899). "Wr. klin. Wochenschr.", 1899,Nr. 44.
- Vortrag und Demonstration eines Falles von Roentgenisirungs-Ulceration, 27. October 1899. "Wr. klin. Wochenschr.", 1899 , Nr. 44.
- Epicarin, ein neues Heilmittel. "Wr. med. Wochenschr.", 1900, Nr. 6.

## Tagságok, érdekességek
- az ausztriai Lipót-rend lovagja
- a Leopold-Carolin akadémia tagja
- a New York-i és a londoni Dermatological Society tagja
- a Budapesti Királyi Orvosegyesület levelező tagja
- a kaposvári Kaposi Mór Oktató Kórház viseli a nevét

## Róla írták
- Oriel JD. Moritz Kaposi (1837-1902). Int J STD AIDS. 1997 Nov; 8(11):715-7.
- Holubar K and Fatovic-Ferencic S. Moriz Kaposi 1837-1902: a historical reappraisal
- Győry T.: K M. (Orv. Hetil., 1902);
- Karl Holubar et al.: Emlékezés K. M.-ra Kaposvárott (Orv. Hetil., 1993);
- D. Wallach: K. M. és az első dermatológiai-syphiligraphiai világkongresszus (Orv. Hetil., 1994);
- Híres magyar orvosok, Bp., 2000 (Honti József: Kaposi Mór)